# Xã Jefferson, Quận Ashtabula, Ohio
Xã Jefferson (tiếng Anh: Jefferson Township) là một xã thuộc quận Ashtabula, tiểu bang Ohio, Hoa Kỳ. Năm 2010, dân số của xã này là 5.252 người.